# Jessup (Pensilvania)
Jermyn es un borough ubicado en el condado de Lackawanna en el estado estadounidense de Pensilvania. En el año 2000 tenía una población de 4,718 habitantes y una densidad poblacional de 272 personas por km².

## Geografía
Jermyn se encuentra ubicado en las coordenadas 41°28′16″N 75°33′44″O / 41.47111, -75.56222.

## Demografía
Según la Oficina del Censo en 2000 los ingresos medios por hogar en la localidad eran de $32,201 y los ingresos medios por familia eran $43,013. Los hombres tenían unos ingresos medios de $36,339 frente a los $25,267 para las mujeres. La renta per cápita para la localidad era de $17,189. Alrededor del 10.4% de la población estaba por debajo del umbral de pobreza.